# Villa Seedorf

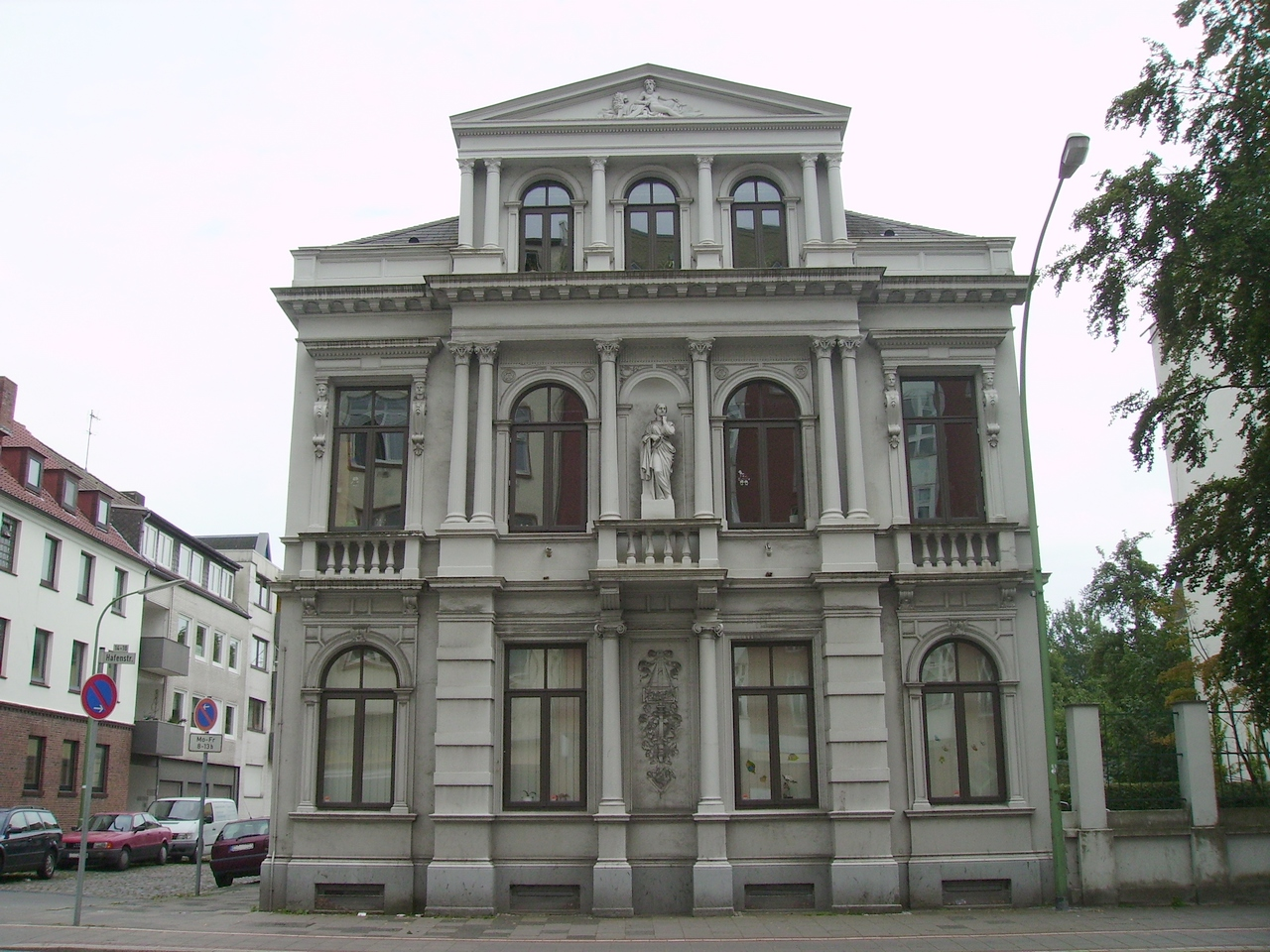
Villa Seedorf

Die Villa Seedorf in Bremerhaven-Lehe, Ortsteil Klushof, Hafenstraße 14, wurde 1877 gebaut.
Das Gebäude steht seit 1976/78 unter Bremer Denkmalschutz.

## Geschichte
Die zwei- und dreigeschossige, verputzte Villa an der Ecke Hafenstraße / Wilhelm-Busch-Straße wurde 1877 in der Bauepoche des Historismus im Stil des Klassizismus gebaut. Der pompöse dreiachsige und dreigeschossige Portikus im Rundbogenstil der Zeit mit in etwa korinthischen Säulenkapitellen repräsentiert Stärke. Darüber befindet sich das Gebälk mit Gesims und Fries und dem dreieckigen Tympanon mit einer allegorischen Figurengruppe. Eine weibliche Figur steht außen im ersten Obergeschoss. 
Bauherr war der  Bauunternehmer Friedrich Seedorf. Die großbürgerliche gründerzeitliche Villa mit originären aufwändigen inneren Stuckarbeiten diente  zugleich als Musterkatalog für die Kunden des Unternehmers.
Im Gebäude war nach aufwändigen Restaurierungen von 1982 bis März 2018 das Standesamt Bremerhaven untergebracht, das sich seitdem Am Alten Hafen Nr. 118 in Mitte befindet. Das Haus wurde von der Städtischen Wohnungsgesellschaft Bremerhaven (STÄWOG) übernommen und aufwendig renoviert. Im Oktober 2018 ist dort die Eröffnung des "Ambulanten Tumorzentrum Bremerhaven" vorgesehen.